# Mission Viejo
Mission Viejo – miasto na południowy zachód od Los Angeles w hrabstwie Orange w Kalifornii. Liczy ok. 100 tys. mieszkańców.
Z Mission Viejo pochodzi Kaitlin Sandeno, amerykańska pływaczka, mistrzyni olimpijska i mistrzyni świata.